# Magnetofon
Magnetofon je elektronski uređaj za snimanje i reprodukciju zvuka. Radi na načelu magnetizacije trake. 

## Dijelovi
Magnetofon se sastoji od elektronskih i mehaničkih dijelova. Elektronski dio pretvara zvuk u električnu energiju i istu koristi za zapis na magnetsku traku pomoću elektromagnetske glave za pisanje i čitanje. Mehanički dio s elektromotorom vrti magnetsku vrpcu naprijed ili natrag dok se na nju zapisuju ili s nje očitavaju podaci.
Magnetska vrpca je plastična s nanijetim feromagnetskim slojem.